# محمد عبدالله‌یف
محمد عبدالله‌یف (ازبکی: Muhammadqodir Abdullayev؛ زادهٔ ۱۵ نوامبر ۱۹۷۳) بوکسور اهل ازبکستان است.